# Phyllonorycter erugatus
Phyllonorycter erugatus là một loài bướm đêm thuộc họ Gracillariidae. Nó được tìm thấy ở widely scattered localities from Santa Clara County near sea level in mid-coastal California phía bắc đến miền nam Alaska và phía tây đến the Rocky Mountains of Colorado to elevations of 2,800 meters.
Chiều dài cánh trước là 3.7-4.8 mm. Con trưởng thành bay từ cuối tháng 7 to đầu tháng 10. There might be two generations per year in miền nam part of the range.
Ấu trùng ăn Populus balsamifera và possibly other Populus species. Chúng ăn lá nơi chúng làm tổ.

## Etymology
The specific name is derived from the Greek erugo (smooth, clear of wrinkles), in reference to the smooth, apical process of the male valvae.